# Паротиков, Дементий Гаврилович
Дементий Гаврилович Паротиков (14 июля 1927, с. Шадрино Калманского района Алтайского края — 3 марта 2011 года, Барнаул) — российский и советский театральный актёр, артист Алтайского краевого театра драмы имени В. М. Шукшина. Народный артист РСФСР (14.08.1979).

## Биография
Воспитанник театральной студии Алтайского краевого театра драмы, начал свою творческую деятельность в 1944 году. Дементий Гаврилович — единственный актёр в труппе краевого театра драмы, отдавший 60 лет творческой жизни его сценическим подмосткам и внесший своим творчеством значительный и ценный вклад в восьмидесятилетнюю историю театра.
За долгие годы работы в театре Д. Г. Паротиков сыграл более 300 ролей, создал целую галерею значительных по художественной ценности образов. Среди легендарных ролей артиста: Григорий Мелехов в «Тихом Доне» М. Шолохова, Фёдор Таланов в «Нашествии» Л. Леонова, Ленин в спектаклях «Заря над Питером» А. Вербицкого, «Кремлёвские куранты» Н. Погодина, «Между ливнями» А. Штейна, «Снега» А. Чепурина, Петруччио в «Укрощении строптивой» и Король Леонт в «Зимней сказке» У. Шекспира, Коломийцев в драме Горького «Последние», Сталин в «Детях Арбата» А. Рыбакова.
В 1979 году Д. Г. Паротиков за выдающиеся достижения в театральном искусстве был удостоен высокого звания «Народный артист РСФСР».
Среди лучших работ последних лет: Гарпагон в трагикомедии «Скупой» Мольера, Барк Купер в драме «Дальше тишина…», Самсон Силыч Большов в трагикомедии «Банкрот, или Свои люди — сочтёмся» А. Н. Островского, Пан Райнер в драме «Соло для часов с боем» О. Заградника.
Одна из выдающихся ролей Народного артиста РСФСР Д. Г. Паротикова в современном репертуаре театра — купец Самсон Силыч Большов в трагикомедии «Банкрот или Свои люди — сочтёмся» А. Н. Островского. Спектакль в 2000 году был отмечен Премией Главы администрации города Барнаула в номинации «Театральное искусство», в 2004 году за роль Большова народный артист РСФСР Д. Г. Паротиков удостоен Премии Алтайского края.
С 1965 года Д. Г. Паротиков вёл ответственную и многотрудную общественную деятельность на посту Председателя Алтайской организации Союза театральных деятелей России. Деятельность артиста на театральном и общественном поприще заслужила высокий авторитет и признание в крае и за его пределами. В 1996 году Д. Г. Паротиков был награждён Муниципальной премией города Барнаула в области театрального искусства, в номинации «Честь и Достоинство» В 1997 году Д. Г. Паротиков был удостоен звания «Почётный гражданин Алтайского края».
В последние годы Д. Г. Паротиков вёл исследовательскую и литературную деятельность в области истории театра, написал книгу «Призванный временем», ряд статей, мемуарных и литературных рассказов, занимался педагогической деятельностью, с 1975 года являлся куратором и преподавал на театральном отделении Алтайского государственного института искусств и культуры, в 2002 году был удостоен звания «Почётный профессор кафедры режиссуры и актёрского мастерства АГИИК».
Дементий Гаврилович умер 3 марта 2011 года. Прощание с актёром состоялось 5 марта в Алтайском краевом театре драмы имени В. М. Шукшина.
На доме, где жил Д. Паротиков, открыта мемориальная доска

## Признание и награды
- 27.02.1967 — Заслуженный артист РСФСР
- 14.08.1979 — Народный артист РСФСР
- 1997 — Почётный гражданин Алтайского края